# Epidemia de ébola de 2014-2016
|                                          |        |         |                         |
| País                                     | Casos  | Muertes | Final de los brotes     |
| Liberia                                  | 10 675 | 4809    | 14 de enero de 2016     |
| Sierra Leona                             | 14 124 | 3956    | 17 de marzo de 2016     |
| Guinea                                   | 3811   | 2543    | 29 de diciembre de 2015 |
| Nigeria                                  | 20     | 8       | 19 de octubre de 2014   |
| Malí                                     | 8      | 6       | 18 de enero de 2015     |
| Estados Unidos                           | 4      | 1       | 21 de diciembre de 2014 |
| Italia                                   | 1      | 0       | 20 de julio de 2015     |
| Reino Unido                              | 1      | 0       | 10 de marzo de 2015     |
| España                                   | 1      | 0       | 2 de diciembre de 2014  |
| Senegal                                  | 1      | 0       | 17 de octubre de 2014   |
| Total                                    | 28 646 | 11 323  | 29 de marzo de 2016     |
| Fuente: Organización Mundial de la Salud |        |         |                         |

La epidemia de ébola de 2014-2016 fue el mayor brote epidémico de la enfermedad por el virus del Ébola, originado en diciembre de 2013 en Guinea, y extendido posteriormente a Liberia, Sierra Leona, Nigeria, Senegal, Estados Unidos, España, Malí y Reino Unido. La OMS declaró el fin de la emergencia de salud pública de importancia internacional el 29 de marzo de 2016, aunque mantiene la vigilancia en los países más afectados por la aparición de casos aislados debido a restos aislados del brote.
El virus del Ébola causa en el ser humano la enfermedad por el virus del Ébola, cuya tasa de letalidad puede llegar al 90 %.
Varias organizaciones, entre ellas los Centros para el Control y Prevención de Enfermedades, la Comisión Europea y la Comunidad Económica de los Estados de África Occidental, dotaron fondos para ayudar a contrarrestar la propagación. Este brote fue el más grave de los registrados tanto en lo que se refiere a enfermos como a fallecidos, con una tasa de mortalidad de cerca del 70 %, cumpliendo para el Comité de Emergencias convocado por la OMS las condiciones para declarar una emergencia de salud pública de importancia internacional.
Adicionalmente se produjo otro brote en la República Democrática del Congo que procede de una cepa distinta y no guarda relación con los otros países, aunque las autoridades del país lo dieron por controlado en noviembre de 2014.

## Epidemia en África Occidental

### Brote inicial en Guinea
Según un informe publicado en el New England Journal of Medicine, el paciente cero del brote del Ébola en África Occidental, fue quizás un niño de dos años, que más tarde fue identificado como Emile Ouamouno, quien sufrió fiebre, tuvo heces de color negro y vómitos. Sólo cuatro días después de mostrar los síntomas, el niño murió el 6 de diciembre de 2013. Después de su muerte, la madre sufrió síntomas de hemorragia y murió el 13 de diciembre, según el informe. El 29 de diciembre, la hermana del niño, de tres años de edad, falleció con síntomas que incluían fiebre, vómitos y diarrea negra. La enfermedad afectó posteriormente a la abuela del niño, que murió el 1 de enero en la aldea de la familia, Meliandou, en Guéckédou.

### Propagación de la epidemia

#### Guinea
Tras el brote inicial, el virus se extendió a otras poblaciones. El virus del Ébola es un virus de tipo reemergente, lo que hace referencia a “un virus que aparece de nuevo en una población después de un tiempo en el que no se han registrado infecciones”. Esto propicia el auge que la enfermedad tuvo en Guinea, donde los primeros casos de infección registrados en la región se produjeron en febrero de 2014, si bien en ese momento se desconocía la causa. La confirmación no llegaría hasta finales de marzo, cuando ya empezaron a aparecer los primeros casos en el país vecino de Sierra Leona. Según un informe de la Organización Mundial de la Salud, a partir del 28 de marzo, el número total de casos confirmados o sospechosos era de 112, incluyendo 70 fallecidos, lo que reflejaba una tasa de letalidad del 62,5 %. Para entonces el brote se había extendido a la capital, Conakri, una ciudad de alrededor de dos millones de habitantes. De acuerdo a Ibrahima Touré, director en el país de la ONG Plan-Guinée, «las pobres condiciones de vida y la falta de agua y saneamiento en la mayoría de los barrios de Conakri plantean un serio riesgo de que la epidemia se intensifique en una crisis. La gente no piensa en lavarse las manos cuando no tiene suficiente agua para beber».

#### Liberia
Los dos primeros casos en Liberia se reportaron a finales de marzo de 2014. El 27 de julio, Ellen Johnson Sirleaf, presidenta de Liberia, anunció que Liberia cerraría sus fronteras, con la excepción de algunos puntos de entrada, como el aeropuerto, donde se establecerían centros de detección. Los partidos de fútbol fueron prohibidos, las escuelas y universidades cerraron y las zonas más afectadas del país fueron puestas en cuarentena.
[cita requerida]
El 6 de agosto, la presidenta declaró la alerta de emergencia nacional. Asimismo, señaló que se podrían suspender ciertos derechos y privilegios de los ciudadanos liberianos. La Comisión Nacional de Elecciones anunció que no estaría en condiciones de llevar a cabo la elección senatorial programada para octubre de 2014 y solicitó un aplazamiento, una semana después de que los líderes de varios partidos de la oposición hubieran apoyado públicamente diferentes lados del conflicto. A finales de agosto, la Autoridad Portuaria de Liberia canceló todos los pases a tierra destinados a los marineros de los buques que entrasen en cuatro puertos marítimos del país. A partir del 8 de septiembre, se había informado de casos de ébola en 14 de los 15 condados del país.
[cita requerida]
Con sólo 50 médicos en todo el país —uno por cada 70 000 liberianos—, Liberia ya se enfrentó a una crisis sanitaria, incluso antes de que estallara. En septiembre, el CDC informó de que algunos hospitales habían sido abandonados, mientras que los que todavía estaban funcionando carecían de servicios básicos tales como agua corriente, guantes de goma y desinfección de los suministros. La OMS estima que la capacidad de Liberia para tratar casos de esta enfermedad se quedó corta rápidamente, necesitando un mínimo de 1550 camas más. En septiembre, una nueva unidad de tratamiento con 150 camas disponibles se abrió en Monrovia. En la ceremonia de apertura, seis ambulancias ya estaban esperando con pacientes susceptibles de padecer ébola. Otros pacientes que esperaban vinieron a pie, ayudados por sus familiares más cercanos.[cita requerida] En octubre, el embajador de Liberia en Washington dijo que temía que su país pudiera estar «al borde del colapso». El 13 de octubre, miles de sanitarios liberianos se pusieron en huelga reclamando mejores incentivos, condiciones laborales y equipos de protección. El 14 de octubre, otras 100 tropas estadounidenses llegaron, sumando un total de 565 para ayudar en la lucha contra la enfermedad.
El 9 de mayo de 2015, la OMS declaró al país como libre de ébola, tras estar 42 días sin aparecer nuevos contagios, el doble del tiempo del periodo máximo de incubación de la enfermedad.
Segundo brote en Liberia
Sin embargo, el 30 de junio las autoridades de Liberia confirmaban nuevos casos de contagio en el país, volviendo a poner al país en situación de vigilancia.

#### Sierra Leona

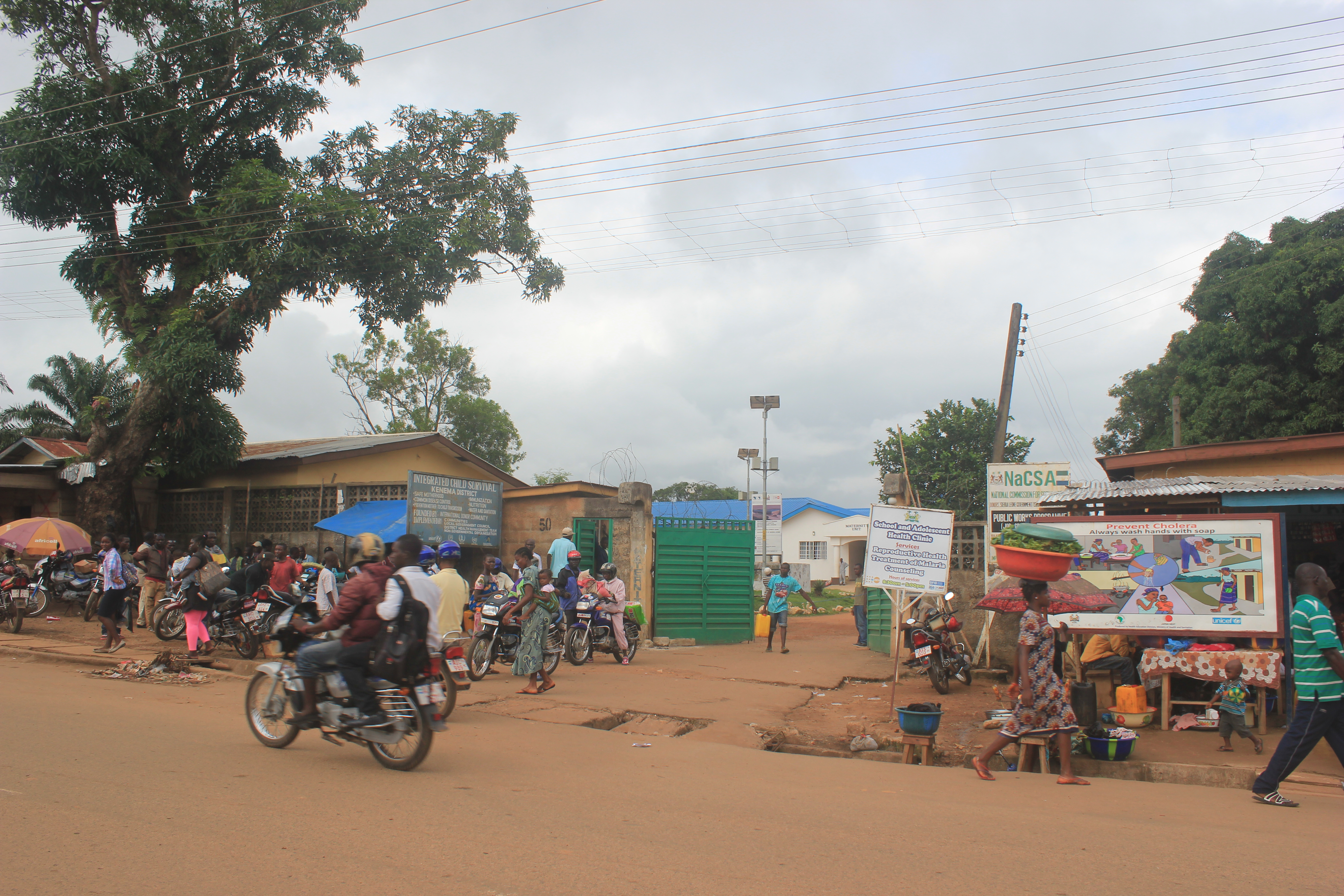
Centro hospitalario de Kenema, ciudad situada en el sureste del país.

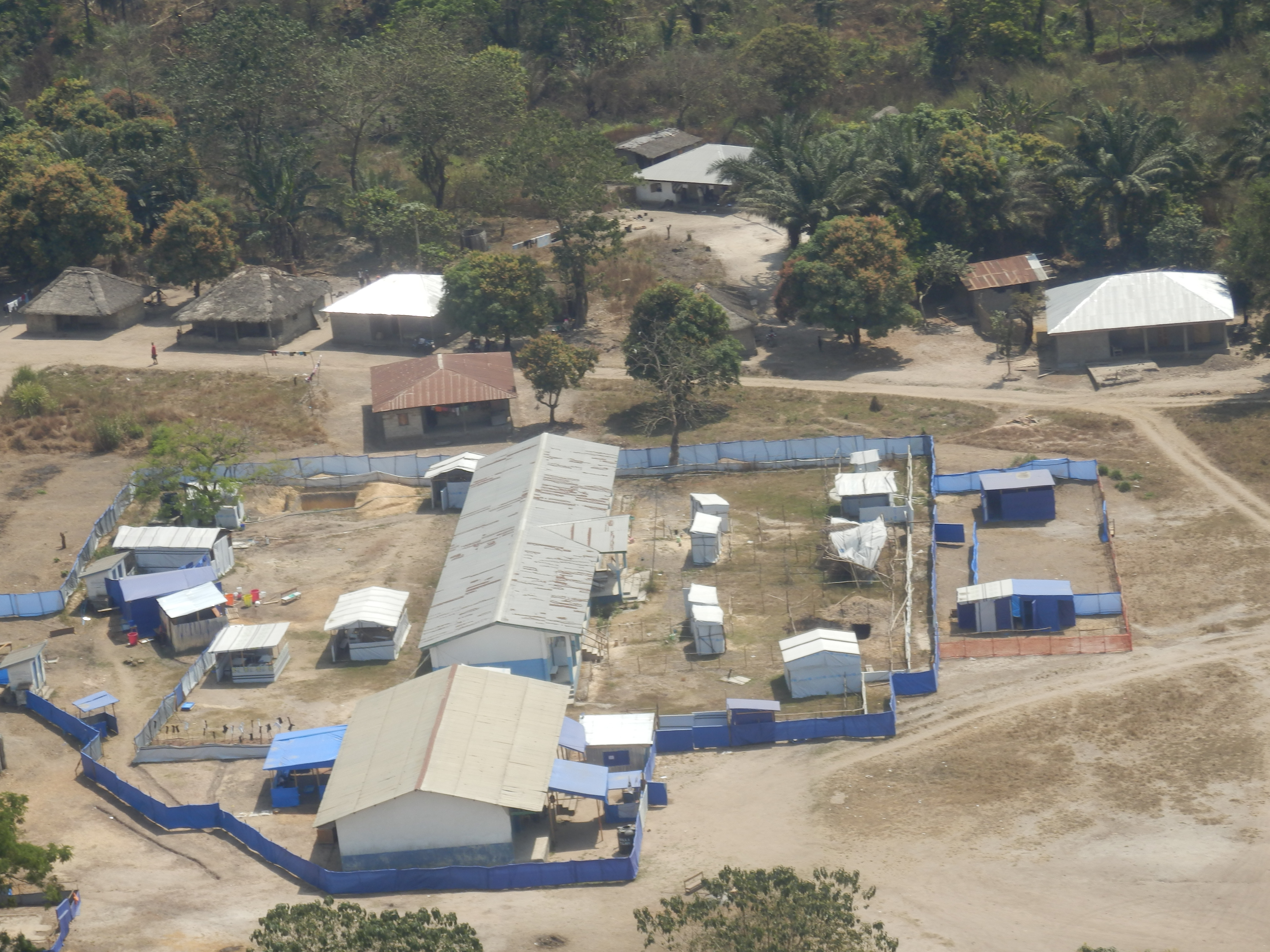
Centro de aislamiento de Médicos del Mundo en Kumala, Sierra Leona

Al igual que Liberia, a finales de marzo de 2014, Sierra Leona había informado ya de 2 muertes sospechosas por ébola. En ambos casos los afectados habían viajado a Guinea antes de inicio de la enfermedad. La primera persona reportada como infectada por ébola fue una curandera tribal. Había tratado a una o más personas infectadas y murió el 26 de mayo. De acuerdo a la tradición tribal, el cadáver fue lavado para el entierro, y esto pudo provocar más contagios en las mujeres de los pueblos vecinos. El 11 de junio, Sierra Leona cerró sus fronteras para el comercio con Guinea y Liberia y algunas escuelas, en un intento de frenar el virus. El 30 de julio, el gobierno comenzó a desplegar tropas para comenzar con las cuarentenas.
El 29 de julio, el médico Sheik Umar Khan, único experto en fiebre hemorrágica en Sierra Leona, murió tras contagiarse de ébola en el Hospital Gubernamental de Kenema. Khan había trabajado durante mucho tiempo con la fiebre de Lassa, una enfermedad que mata a unas 5000 personas al año en África. El doctor había ampliado la sala de pacientes de Lassa del Hospital de Kenema para acoger a pacientes de ébola. El presidente de Sierra Leona, Ernest Bai Koroma, catalogó a Khan como «héroe nacional».
En agosto, las campañas de sensibilización en Freetown, capital sierraleonesa, fueron difundidas a través de la radio y megafonía pública. También en ese mes, el país aprobó una ley que somete a penas de dos años de prisión a todos aquellos sospechosos de contagio que se escondan o huyan. En el momento de la promulgación de la ley, un alto parlamentario fue crítico con los errores de los países vecinos respecto al brote.

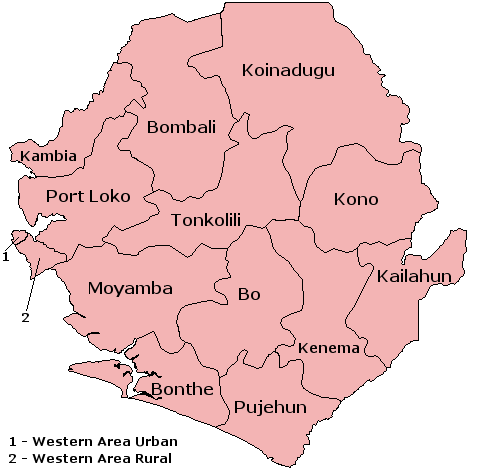
Todos los distritos de Sierra Leona, en la imagen, han sido afectados por esta enfermedad mortal.

La organización no gubernamental Médicos Sin Fronteras estableció un centro de emergencias en Sierra Leona dividido en dos áreas: de bajo riesgo y aislada. El área aislada, a su vez, se divide en diferentes tiendas; para pacientes con sospecha, pacientes probables y pacientes confirmados con el virus de Ébola. El criterio de clasificación de pacientes es debido a sus síntomas, donde pueden ser redirigidos a una tienda más, para pacientes graves.
En un intento de controlar la enfermedad, Sierra Leona impuso un toque de queda de tres días sobre su población, del 19 al 21 de septiembre. Durante este período, se crearon equipos de vigilancia comunitario del ébola y 28 500 trabajadores y voluntarios autorizados fueron de puerta en puerta ofreciendo información de cómo prevenir la enfermedad. El 22 de septiembre, el gobierno consideró que la medida excepcional había surtido efecto y que no se prorrogaría. El 80 % de los hogares seleccionados habían sido visitados e informados. Un total de unos 150 casos nuevos fueron descubiertos, aunque no se habían recibido informes de lugares remotos.
El 25 de septiembre, el ejecutivo decretó en tres distritos un toque de queda en otro esfuerzo por intentar contener la epidemia. La medida afectó a unas 1,2 millones de personas de los distritos de Port Loko, Bombali y Moyamba. Solamente se permitía la entrada a la zona a los suministros y servicios esenciales. La OMS observó un fuerte aumento de los casos en estas áreas.
La OMS estimó el 21 de septiembre que la capacidad del país para tratar casos de enfermedad por el virus del Ébola se reducía a tan solo 532 camas. Hay informes de que la interferencia política y la incompetencia administrativa han obstaculizado el flujo de medicamentos por el territorio sierroleonés. El 4 de octubre, Sierra Leona registró 121 muertes por contagio, el número más grande en un solo día. El 8 de octubre, los enterradores se declararon en huelga. El 12 de octubre, se informó de que Reino Unido prestará ayuda militar al país africano para combatir el ébola.
El último distrito del país que no había sido afectado por el ébola reportó casos de contagio. Según un funcionario sanitario local, se comunicaron 15 muertes con dos casos positivos de ébola el 16 de octubre en la localidad de Fakonya. El pueblo se encuentra a 60 kilómetros de la ciudad de Kabala, en el centro de una región montañosa del distrito de Koinadugu. Se han declarado contagios de ébola en todos los distritos de Sierra Leona.

### Reacción de los países afectados y limítrofes

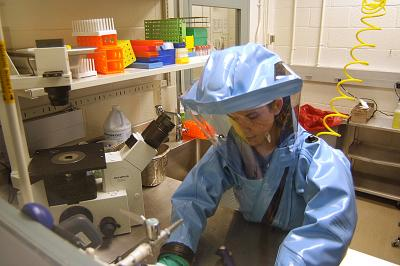
Una investigadora trabaja con el virus del ébola con un traje de presión positiva para evitar la infección.

Los gobiernos de Guinea, Sierra Leona y Liberia han activado sus comités de emergencia, planes de respuesta ante la epidemia de ébola, evaluando las necesidades de la población.
El ministerio del Interior de Senegal ha ordenado que todos los flujos migratorios de la frontera con Guinea queden suspendidos indefinidamente para evitar la propagación de la enfermedad, según un comunicado publicado el 29 de marzo por la agencia estatal APS. Desde el 26 de marzo, Mauritania cerró todos los cruces a lo largo del río Senegal, que es la frontera natural entre Mauritania y Senegal, a excepción de los puntos de entrada de Rosso y Diama.
El 11 de junio, Sierra Leona decidió cerrar sus fronteras con Guinea y Liberia para frenar el contagio. Asimismo, a mediados del mes de agosto, Costa de Marfil decidió cerrar también sus pasos fronterizos con Guinea y Liberia, hasta nuevo aviso, tras también haber prohibido los vuelos desde y hacia estas zonas de contagio.

## Casos en otros países de África

### Nigeria
El primer caso de ébola en Nigeria fue el ciudadano estadounidense-liberiano Patrick Sawyer, quien cogió un vuelo desde la capital de Liberia a la ciudad nigeriana de Lagos el 20 de julio, haciendo escala en Lomé (Togo), presentando ya síntomas de la enfermedad. Durante el trayecto, sufrió fiebre, vómitos y diarrea. Una vez en el aeropuerto, el 21 de julio, su estado se agravó, siendo ingresado en el First Consultants Hospital de Lagos. Falleció cinco días después. La respuesta del gobierno nigeriano fue la puesta en observación de todas aquellas personas que habían tenido contacto con el paciente cero y el incremento de la vigilancia en todos los puntos de entrada al país. El 6 de agosto el ministro de Salud de Nigeria comunicó la primera muerte de una ciudadana nigeriana, una de las enfermeras que atendió a Patrick, estando en cuarentena otros cinco pacientes infectados.
En los meses siguientes el virus se fue extendiendo por el país, aunque las autoridades afirmaban tenerlo bajo control. El 25 de septiembre, el presidente de Nigeria dijo ante la Asamblea General de la ONU que su país ya no estaba afectado por el virus del ébola, dado que todas las personas sospechosas de haberse podido contagiar habían pasado ya la cuarentena. El 20 de octubre la OMS declaró a Nigeria como «país libre de ébola» tras confirmarse que no se había producido ninguna infección en 42 días, el doble del periodo de incubación.

### Senegal
Tras el cierre de la frontera con Guinea en marzo, el 29 de agosto el ministro de Sanidad anunció el primer caso en Senegal. Se trataba de un universitario procedente de Guinea que fue tratado en Dakar. De acuerdo con la OMS, el caso fue el de un ciudadano guineano que viajó por carretera hasta Dakar, llegando el 20 de agosto. El día 23 buscó atención médica debido a los síntomas que incluían fiebre, diarrea y vómitos. Recibió tratamiento para la malaria, pero no mejoró y dejó las instalaciones. Teniendo los mismos síntomas, el 26 de agosto fue remitido a un centro especializado en enfermedades infecciosas y, posteriormente, fue hospitalizado.
El 27 de agosto, las autoridades de Guinea emitieron una alerta informando a los servicios médicos guineanos y de los países vecinos que una persona que había estado en contacto con pacientes con ébola había escapado de su sistema de vigilancia. Esa alerta hizo que en el hospital de Dakar le realizaran la prueba del ébola, resultando positiva. El paciente fue dado de alta tras recuperarse de la enfermedad después de casi 20 días, siendo hasta ahora el único enfermo de ébola detectado en ese país.
Al no aparecer nuevos casos en el país, la OMS declaró el fin de brote de ébola en Senegal el viernes 17 de octubre.

### Malí
El 23 de octubre de 2014, se confirmó el primer caso de virus del ébola en Malí, una niña de dos años y medio que volvió a Mali procedente de Guinea, tras un viaje de 1200 km entre Bèla, Guinea, y Kayes, Malí. En esta ciudad, la niña fue hospitalizada y falleció el día 24 de octubre. Se realizó un seguimiento a todos las personas que tuvieron contacto con la niña sin que hubiese ningún caso más.
Durante los meses de octubre y noviembre, 50 trabajadores malienses involucrados en la investigación y el control del brote, recibieron una vacuna experimental como parte de un ensayo clínico.
El 12 de noviembre, se informó de dos posibles muertes por ébola que no estaban conectados con el caso de Kayes. El primero fue un imán que enfermó el 17 de octubre en Siguiri, Guinea y fue trasladado a la Clínica Pasteur en Bamako, Malí, para el tratamiento. Murió el 27 de octubre tras recibir tratamiento para una insuficiencia renal. Igualmente, falleció un amigo que lo visitó en el hospital. Después de la muerte del imán, su cuerpo fue lavado según la tradición musulmana y regresó a Guinea para ser enterrado. El rastreo posterior de los contactos ha establecido que un número indeterminado de miembros de la familia del imán en Guinea se infectó con el Ébola; sin embargo la localización de contactos se ha visto obstaculizada por el retraso de dos semanas desde que el imán fallecido.
Una enfermera de Bamako que había tratado al imán cayó enferma, dando positivo por el ébola y falleciendo el 11 de noviembre. El 13 de noviembre un médico de la misma clínica dio positivo y está siendo tratado.
El 19 de noviembre la OMS actualizó la situación de los casos de Malí. El imán fue reclasificado como un caso positivo de Guinea, por lo que la de la enfermera fue considerada la segunda muerte. El amigo del imán se considera la tercera muerte y el único caso probable. Su infección provocó otras dos muertes confirmadas, una mujer de 57 años que falleció el 12 de noviembre y dio positivo para la enfermedad y el hijo de la mujer que también dio positivo y murió en su casa el 14 de noviembre. El 15 de noviembre se habían calculado un total de 407 posibles contactos, según un informe oficial del Ministerio de Salud, que se elevaron a 600 personas que estaban siendo vigilados el 18 de noviembre. El 19 de enero de 2015 la ONU y el Gobierno nacional declaran fin de la epidemia en el país. Si un país no registra casos en 42 días es declarado por las autoridades como libre de la enfermedad.

## Casos en Estados Unidos

### Repatriaciones
Kent Brantly y Nancy Writebol, dos misioneros cristianos de origen estadounidense, resultaron infectados por el virus al estar trabajando como cooperantes de la organización Samaritan's Purse en Monrovia. Fueron trasladados al Hospital de la Emory University en Atlanta para su tratamiento. Después de ser tratados con fármacos experimentales y remitidos a unidades de aislamiento, ambos se recuperaron totalmente. El médico misionero Kent Brantly fue dado de alta el 21 de agosto de 2014 y dio una conferencia de prensa.
Por su parte los Centros para el Control y Prevención de Enfermedades del Departamento de Salud y Servicios Sociales de los Estados Unidos elevó su nivel de alerta al nivel 1 (el más alto en una escala de 1 a 6) para aumentar su capacidad de respuesta ante el brote.[cita requerida]

### Contagios
El 30 de septiembre el CDC confirmó el primer caso de Ébola en los Estados Unidos, Thomas Eric Duncan, el infectado estaba de viaje en Liberia donde se infectó, regresando el día 19 de septiembre a la ciudad de Dallas, siendo recluido en el Hospital Texas Health Presbyterian. Falleció el 6 de octubre. A raíz de los cuidados de este ciudadano, dos miembros del personal sanitario del hospital se contagiaron del virus.

## Casos en Europa
Varios enfermos de ébola fueron evacuados a territorio europeo donde recibieron tratamiento. La mayoría fueron miembros del personal sanitario de alguna de las ONG que trabajan en la zona del brote. Alemania fue el único país que se comprometió a tratar a enfermos no alemanes. Debido a estas repatriaciones, en España hubo un caso de contagio. Igualmente, hubo un caso en el Reino Unido, de una cooperante que volvió a su país de origen.

### Casos en España

#### Repatriaciones
El 5 de agosto de 2014, la Orden Hospitalaria de San Juan de Dios confirmó que el misionero español Miguel Pajares O.H. de 75 años, estaba infectado con el virus del Ébola. Este se encontraba trabajando en un hospital de la orden en Liberia. Por ello, los ministerios de Asuntos Exteriores y de Cooperación y de Sanidad, Servicios Sociales e Igualdad coordinaron la repatriación del enfermo y de otra ciudadana guineana con nacionalidad española, la hermana Juliana Bonoha, M.I.C., que posteriormente se confirmó que no estaba infectada. Ambos fueron tratados en el Hospital Carlos III de Madrid. El misionero falleció a consecuencia del virus el 12 de agosto.
El 20 de septiembre de 2014 se confirmó que otro misionero español, Manuel García Viejo de 69 años, O.H., director médico del Hospital San Juan de Dios de Lunsar, Sierra Leona, también estaba infectado de ébola. El religioso y la Orden Hospitalaria de San Juan de Dios pidieron su repatriación a España. Fue trasladado a España el 21 de septiembre, y falleció el 25 de septiembre de 2014. Ese mismo día, llegó a España procedente de Liberia la hermana Paciencia Melgar, M.I.C., de origen ecuatoguineano, que trabajaba con el religioso Miguel Pajares. La religiosa padeció la enfermedad al mismo tiempo que el misionero pero no fue trasladada con él a España, sin embargo, sobrevivió y se recuperó, por lo que los médicos intentarán extraer su suero inmunológico para utilizarlo contra la enfermedad. El Consejo de Ministros de España concedió la nacionalidad española a las religiosas Paciencia Melgar Ronda, M.I.C., e Inmaculada Concepción Helena S. Wolo, M.I.C.
El 20 de noviembre, el gobierno español anunció la repatriación de una médica cooperante de MSF en Bamako, Malí. La médico se pinchó accidentalmente con la aguja con la que ponía una inyección a un enfermo de ébola, ante la posibilidad de contagio con la enfermedad se determinó su repatriación por prevención. Como en los casos anteriores, será ingresada y puesta en cuarentena en el Hospital Carlos III de Madrid.

#### Contagio
Una de las auxiliares de enfermería del Hospital Carlos III que atendió al religioso infectado por el virus del Ébola Manuel García Viejo (repatriado desde Sierra Leona) resultó contagiada. María Teresa Romero Santos, de 40 años de edad, en un principio fue ingresada y aislada en el Hospital Universitario Fundación Alcorcón, siendo llevada más tarde al Hospital Carlos III. Junto a ella fue ingresado de forma preventiva su marido, Javier Limón, y por una orden judicial fue sacrificado el perro Excalibur, un American Staffordshire Terrier perteneciente a la familia. A la par de este proceso, se realizaron múltiples revisiones preventivas de cercanos a Teresa Romero y otros miembros del equipo médico que atendió a los sacerdotes repatriados. La enfermera permaneció ingresada y aislada, dando negativo en las pruebas del virus el día 21 de octubre y saliendo del aislamiento el 1 de noviembre.
El 2 de diciembre, tras pasar 42 días desde la curación de la auxiliar de enfermería contagiada, la OMS comunicó al ministerio de Sanidad, Servicios Sociales e Igualdad del país europeo que este había pasado a considerarse «país libre de ébola».

### Caso en Reino Unido
En el Reino Unido, una enfermera cooperante en Sierra Leona tuvo que ser trasladada a Londres tras infectarse de ébola. Otra enfermera dio positivo en Glasgow tras volver de viaje del mismo país africano.[cita requerida]

#### Repatriación
El 24 de agosto, un enfermero británico, William Pooley, fue trasladado desde Sierra Leona al Royal Free Hospital de Londres. Fue dado de alta el 3 de septiembre y regresó a trabajar a Sierra Leona.

#### Contagio
El 29 de diciembre de 2014 la enfermera británica Pauline Cafferkey regresó a Glasgow, Escocia, desde Sierra Leona, después de hacer escala en los aeropuertos de Casablanca y de Londres-Heathrow. Fue diagnosticada de ébola en el Hospital Gartnavel de la capital escocesa, donde fue tratada inicialmente. Posteriormente fue trasladada y hospitalizada en el Royal Free Hospital de Londres. No supuso riesgo para la población debido a que la enfermedad fue diagnosticada en su etapa inicial. Fue tratada con plasma sanguíneo de supervivientes a la enfermedad y otros medicamentos experimentales. El 3 de enero se informó de su empeoramiento, y posteriormente, el 12 de enero comenzó a mostrar mejoría y se recuperó de la enfermedad, hasta que fue dada de alta el 24 de enero. Esta enfermera fue de nuevo trasladada desde Glasgow a Londres, donde fue ingresada por precaución, el 9 de octubre de 2015 tras detectarse un remanente del virus del ébola en su organismo.

### Repatriaciones en Alemania
El 27 de agosto un epidemiólogo senegalés que trabajaba en Sierra Leona, fue tratado en el Centro médico de la Universidad de Hamburg-Eppendorf, donde previamente se había establecido una sala de aislamiento con capacidad para seis pacientes. Mientras que un médico ugandés que trabajaba en Sierra Leona para una ONG italiana fue trasladado a Frankfurt. Un empleado de la ONU en Liberia, de origen sudanés, fue a la clínica St. Georg de Leipzig donde falleció.

### Repatriación en Francia
Una enfermera francesa, voluntaria de Médicos Sin Fronteras en Liberia, fue trasladada al Hospital Militar Bégin de Saint-Mande, cerca de París, el 18 de septiembre. La ministra de sanidad, Marisol Touraine, informó de que recibirá un tratamiento experimental. Fue dada de alta el 4 de octubre. La empresa Fujifilm aseguró que la enfermera fue tratada con su medicamento experimental Favipiravir, aunque no fue confirmado por las autoridades sanitarias francesas.

### Repatriaciones en Suiza
El 22 de septiembre, un trabajador sanitario suizo fue repatriado por una compañía aérea privada de Ginebra. El enfermero fue mordido por un niño infectado de ébola, el 20 de septiembre en Sierra Leona. El sanitario permanecerá en aislamiento durante 21 días en el Hospital Universitario de Ginebra. El ministerio de Sanidad comunicó que es poco probable que esté infectado, pero se le vigila como paciente potencial de ébola hasta que el período de incubación de la enfermedad haya acabado.
A este caso se le unió, el 23 de septiembre, el de un ciudadano guineano que pidió asilo al Estado helvético el 17 de septiembre, día que llegó al país. Según el propio hombre, el 15 de septiembre partió de Guinea en dirección a Francia, y después viajó a Suiza. Un hombre de su familia murió por contagio de ébola. El hombre fue puesto en cuarentena, hasta que el día 23 comenzó a sufrir cuadro febril y se le ingresó en el Centro Hospitalario Universitario de Vaud, en Lausana, hasta que se descarte totalmente el posible contagio.
El 16 de noviembre, el doctor cubano Félix Báez Sarría, especialista en Medicina Interna y miembro de la Brigada del Contingente Internacional Henry Reeve que se encuentra en Sierra Leona, comenzó a presentar fiebre sin otros síntomas, por lo que fue trasladado al Centro de Tratamiento para el Ébola Kerry Town en la capital del país africano, designado para tratar funcionarios de Naciones Unidas. El día 17 de noviembre dio positivo en la prueba diagnóstica de ébola y fue trasladado a Ginebra.

### Repatriación en Noruega
El 6 de octubre se anunció que una ciudadana noruega trabajando para Médicos Sin Fronteras en Sierra Leona iba a ser trasladada a su país natal para su tratamiento en el Hospital Universitario de Oslo. El 9 de octubre se realizó el traslado en un avión medicalizado, al que Portugal y Marruecos no dieron permiso de aterrizaje para repostar, haciéndolo en el aeropuerto de Gran Canaria tras autorización del Gobierno español. Recibió un tratamiento experimental y fue dada de alta el 20 de octubre, tras lo que comentó: «Durante tres meses vi la ausencia total de una respuesta internacional. Durante tres meses me sentí más y más preocupada y frustrada. El tiempo corre y el número de muertos va en aumento. Debemos actuar y actuar ahora.»

### Repatriación en Italia
El 24 de noviembre, el Ministerio de Salud de Italia anunció que un médico italiano que trabajaba para la ONG Emergency en Lakka, Sierra Leona, se contagió de ébola, por lo que al día siguiente fue repatriado en un avión militar hasta Italia. Llegó al Aeropuerto militar de Pratica di Mare desde donde fue trasladado al Instituto Nacional de Lazzaro Spallanzani de Enfermedades Infecciosas en Roma, donde se recuperó de la enfermedad.

### Repatriación en los Países Bajos
El 6 de diciembre un soldado nigeriano de la UNMIL fue repatriado a los Países Bajos, siendo ingresado en el Centro Médico de la Universidad de Utrecht. Este soldado fue el tercer miembro de la misión de paz que contrajo la enfermedad, los dos anteriores resultaron fatales. El enfermo se recuperó de la enfermedad el 19 de diciembre y tras un paso por el hospital militar de Utrecht fue dado de alta.

## Repercusión y ayuda internacional

### CEDEAO
La Comunidad Económica de Estados de África Occidental (CEDEAO) emitió un comunicado en el que pidió el apoyo de la comunidad internacional en la lucha contra la epidemia: «el Consejo de mediación y Seguridad de la CEDEAO hace llamamientos a la comunidad internacional a prestar apoyo en la gestión de la epidemia de ébola en la región». El 30 de marzo, durante la 44.ª cumbre de jefes de Estado y de Gobierno de África occidental, la CEDEAO desembolsó 250 000 dólares estadounidenses para hacer frente a la epidemia.[cita requerida]

### UE
La Comisión Europea (CE), organismo ejecutivo de la Unión Europea (UE), ha dado 500 000 euros para ayudar a contener la propagación del virus en Guinea y sus países vecinos. La CE también ha enviado a un experto en salud a Guinea para ayudar a evaluar la situación y actuar con las autoridades locales. El comisario de la UE para el Desarrollo Internacional, Cooperaciones, Ayuda Humanitaria y Respuesta a las Crisis, Kristalina Georgieva, dijo: «Estamos profundamente preocupados por la propagación de esta enfermedad virulenta y nuestro apoyo ayudará a garantizar la asistencia médica inmediata a los afectados por ella. Es vital que actuemos con rapidez para evitar que el brote se propague, en especial a los países vecinos».

### ONU
El miércoles 6 de agosto, se celebró por teleconferencia la primera reunión del Comité de Emergencias, convocada por la directora general de la OMS, la Dra. Margaret Chan, para tratar de este brote de enfermedad por virus del Ébola en África Occidental. Por unanimidad, el Comité consideró que se han cumplido las condiciones para declarar una emergencia de salud pública de importancia internacional.

### Cuba
El Gobierno de Cuba decidió enviar ciento tres enfermeras y sesenta y dos médicos para combatir el brote de ébola en Sierra Leona. Es el primer país en responder la llamada de la OMS y es el que con más personal contribuyó. El 25 de septiembre de 2014 el Ministerio de Salud Pública anunció que reforzará la misión hasta llevarla a cuatrocientos sesenta y un miembros y que también se desplegarán en Liberia y en Guinea.

### China
China también envió personal médico especializado a Liberia y Sierra Leona (setenta y ocho en octubre de 2014 y otros doscientos treinta y dos en enero de 2015), que se ocupó principalmente de tareas de formación de personal médico local.

## Consecuencias económicas
La virulencia con la que se está expandiendo el virus y su repercusión mundial, están teniendo consecuencias económicas en distintos sectores. Los más beneficiados son las empresas fabricantes de trajes de protección, que se han visto fuertemente beneficiadas por la demanda de trajes desechables. Las farmacéuticas, que en un principio se han visto beneficiadas por la demanda de nuevos fármacos, sin embargo en algunos casos se han visto castigadas en bolsa después de que los fármacos experimentales (no existe ningún fármaco específico para combatir la enfermedad) no fueran eficaces con algunos pacientes.
Entre los sectores más perjudicados se encuentran todos los relacionados con el turismo como las aerolíneas, al verse perjudicadas por posibles restricciones en los vuelos y por el miedo de los pasajeros a volar a determinados destinos. También se han visto fuertemente perjudicadas las compañías mineras con intereses en los países afectados.
El cacao, uno de los productos más importantes de la zona, se ha encarecido fuertemente debido a que los principales países productores son limítrofes con los países más afectados por la epidemia y dependen de la mano de obra de esos países.
La expansión del ébola y el miedo al contagio, también ha afectado a otros acontecimientos como a la Copa Africana de Naciones 2015, donde Marruecos, el país organizador, ha expresado su preocupación en no poder controlar el estado de salud y la transmisión del virus entre el gran número de aficionados que se espera acudan a la competición, llegando a plantear la posibilidad de aplazar la competición o retirarse de la organización.

## Sobre la enfermedad

### Sintomatología

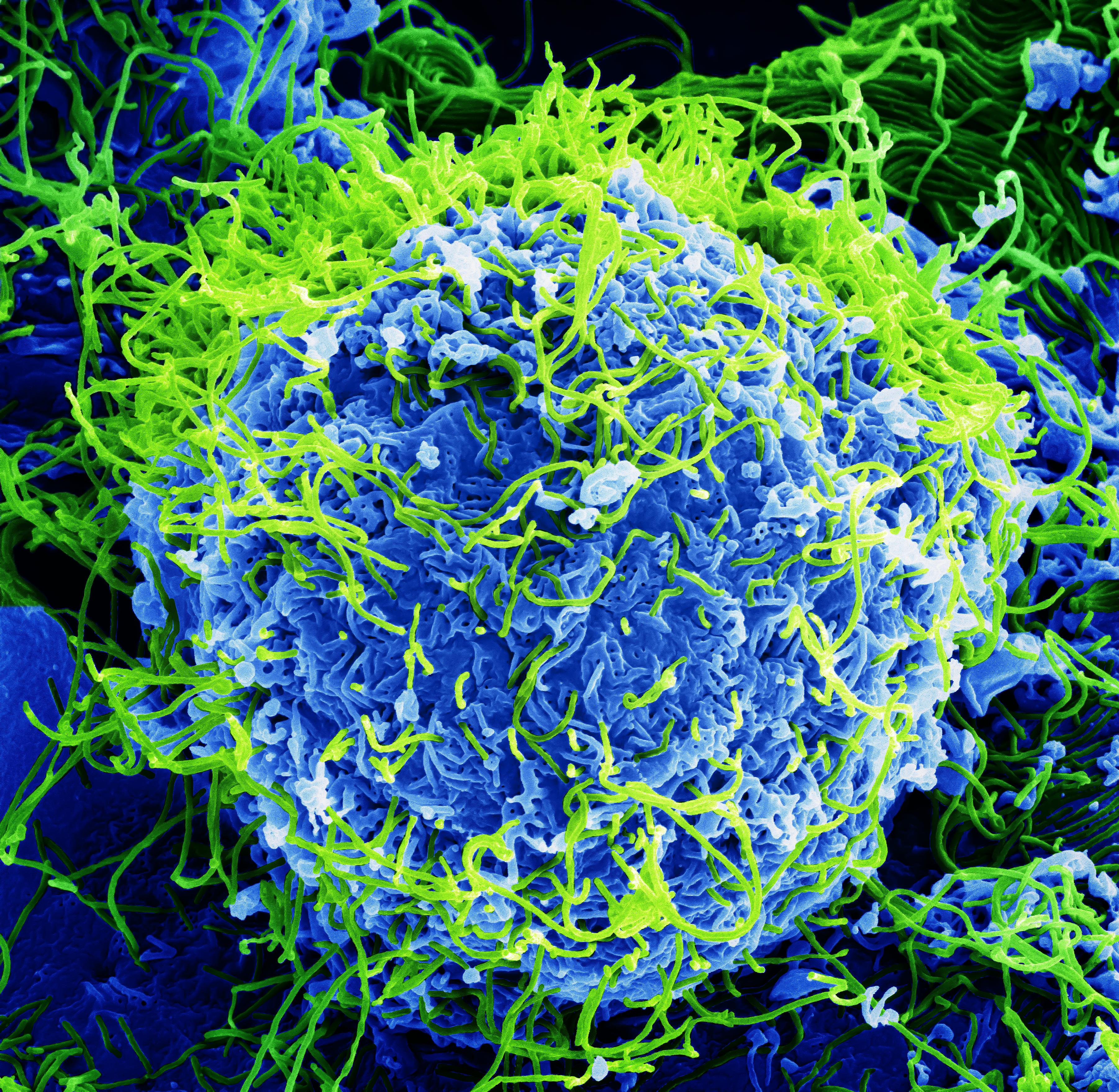
Micrografía electrónica de escaneo coloreada de partículas del virus del Ébola (verde)

Síntomas de la enfermedad por el virus del Ébola.

La sintomatología del ébola en la fase inicial es parecida a un estado gripal caracterizado por fatiga, fiebre, cefaleas, y dolor en las articulaciones, los músculos y el abdomen. También son comunes el vómito, la diarrea y la pérdida de apetito. Otros síntomas menos frecuentes incluyen dolor de garganta, dolor en el pecho, hipo, dificultad para respirar y para tragar. El período de incubación habitual es de 8 a 10 días, pero puede variar entre 2 y 21 días. En aproximadamente 5-50 % de los casos, las manifestaciones cutáneas pueden incluir una erupción maculopapular. Los primeros síntomas pueden ser similares a los de la malaria, el dengue, u otras fiebres tropicales, antes de que la enfermedad progrese a la siguiente fase.
La fase de sangrado suele comenzar a los 5-7 días de las primeras manifestaciones sintomáticas del ébola. En el 40-50 % de los casos se produce sangrado en las mucosas y en las zonas de punción. Las hemorragias internas y subcutáneas se manifiestan en forma de enrojecimiento de los ojos y tos, vómitos o excreciones con sangre. En la piel, se crean petequias, equimosis y hematomas, especialmente allí donde se le hayan punzado la piel con inyecciones. Cabe señalar que este virus no puede ser transmitido por aire ni por beber líquidos o ingerir los mismos alimentos que una persona infectada. La transmisión de esta enfermedad es estrictamente por contacto directo con fluidos corporales de alguien infectado.
En el análisis de la sangre se detectan leucocitosis neutrofílica, trombocitopenia y anemia. La muerte se produce, por lo general, en la segunda semana de la enfermedad, debido a hemorragias y shock hipovolémico por la pérdida de sangre.[cita requerida]

### Diagnóstico

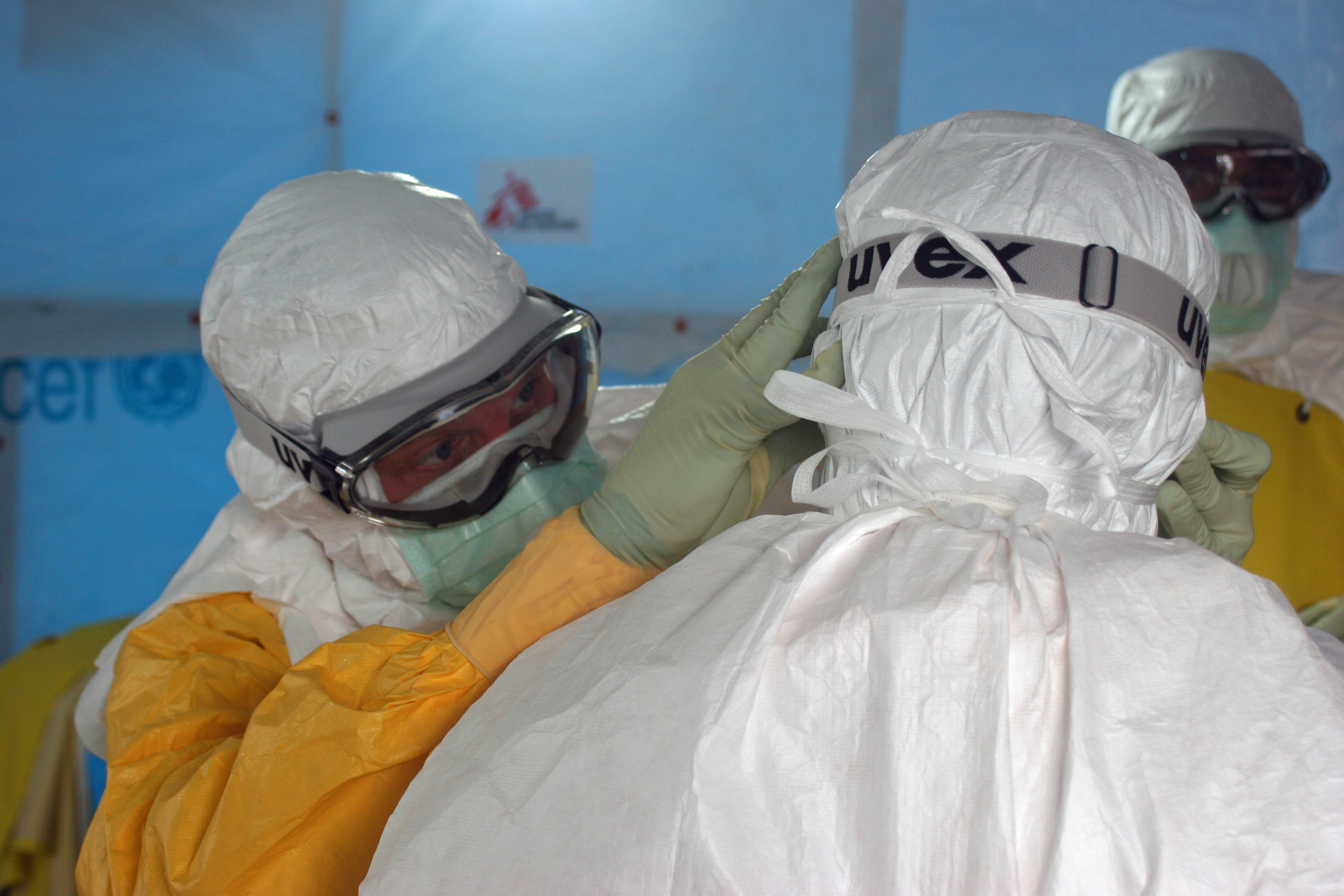
Personal sanitario preparando sus trajes especiales en Liberia.

El reconocimiento se basa en estudios epidemiológicos y los síntomas clínicos característicos. Pruebas de laboratorio especializadas detectan antígenos específicos y/o genes del virus. Los anticuerpos contra el virus se pueden determinar, el virus puede ser aislado en cultivo celular. Las pruebas en las muestras de sangre se asocian con un mayor riesgo de infección y debe llevarse a cabo en el nivel máximo de protección biológica (nivel 4 de riesgo biológico). También se analizan muestras de saliva y orina.[cita requerida]

### Tratamiento de la enfermedad
El elevado número de casos y la alta mortalidad del brote, llevó a los expertos de la OMS a permitir el uso ético de tratamientos experimentales. Entre los tratamientos experimentales destacan el suero ZMapp, probado por primera vez en dos cooperantes estadounidenses contagiados en Liberia, TKM-Ebola y Brincidofovir. Otros estudios, como los que se están realizando en España, tratan de bloquear la transmisión del virus con diferentes métodos. También se está tratando a los enfermos con suero sanguíneo con anticuerpos obtenido de supervivientes a la infección, como el de la religiosa Paciencia Melgar, MIC.
El personal sanitario debe conocer los protocolos de actuación recomendados por la OMS ante casos de la enfermedad y el tratamiento de pacientes y utilizar un traje especial de protección biológica que cubra por completo el cuerpo del trabajador.

## Evolución temporal
Las gráficas muestran la cifra de infectados (cases) y fallecidos (deaths) en la fecha marcada en la parte inferior de la gráfica. Los datos provienen de informes de la OMS. Todos los números están correlacionados con la Oficina de las Naciones Unidas para la Coordinación de Asuntos Humanitarios, si está disponible. Los números de casos reportados pueden incluir casos probables o sospechosos. Los números se revisan a la baja si un caso se encuentra más tarde como negativo.
La OMS ha afirmado que las cifras reportadas «infravaloran ampliamente la magnitud del brote», ya que pueden existir casos desconocidos en áreas remotas.